# Édouard Buon
Édouard Buon est un homme politique français né le 30 décembre 1802 à Saint-Symphorien (Sarthe) et décédé le 23 mars 1849 à Versailles.
Maitre de forges à Sougé-le-Ganelon, il est député de la Sarthe de 1834 à 1837, siégeant avec le tiers-parti.

## Sources
- « Édouard Buon », dans Adolphe Robert et Gaston Cougny, Dictionnaire des parlementaires français, Edgar Bourloton, 1889-1891 [détail de l’édition]